# Petit-Réderching
Petit-Réderching är en kommun i departementet Moselle i regionen Grand Est (tidigare regionen Lorraine) i nordöstra Frankrike. Kommunen ligger i kantonen Rohrbach-lès-Bitche som tillhör arrondissementet Sarreguemines. År 2022 hade Petit-Réderching 1 416 invånare.

## Befolkningsutveckling
Antalet invånare i kommunen Petit-Réderching
| Referens: INSEE |